# Baia di Jervis
La baia di Jervis (in inglese Jervis bay, pronuncia: /ˈdʒɑrvɨs/ o /ˈdʒɜrvəs/) è una baia oceanica di 102 chilometri quadrati nella costa meridionale del Nuovo Galles del Sud in Australia.
L'area di 70 chilometri quadrati intorno alla parte meridionale della baia è un territorio del Commonwealth dell'Australia conosciuto come Territorio della Baia di Jervis.